# 西班牙共和军
西班牙共和陸軍（西班牙語：Ejército de la República Española，EPR），又稱共和軍（西班牙語：Ejército Republicano）或人民軍，國民軍稱之爲紅軍（西班牙語：Ejército Rojo）。是1931年至1939年西班牙第二共和國的主要地面武装力量。
1936年7月西班牙内战爆發幾個月後，原由志愿民兵組成的西班牙共和軍解散，重組並更名爲人民共和軍（Ejército Popular de la República）。

## 歷史

### 共和國初期（1931年至1936年）
1931年，西班牙波旁王朝滅亡，其遺留軍隊成爲新西班牙共和國的武裝部隊。當時西班牙軍隊裏支持共和主義的共和派和支持君主主義的保守派均非軍隊裏的大多數，因此這一次政權的易手起初並未對軍隊造成影響。同年4月14日，新任命的戰爭部長曼努埃爾·阿扎尼亞在共和國新成立的頭幾個月內進行軍隊改革，武裝部隊的軍官們對任命一個沒有軍事背景的人來領導陸軍感到不滿。此次軍隊改革的意旨在於實現西班牙陸軍現代化、減少不必要的軍隊文官以及在經濟大蕭條的影響後縮減軍費。在改革期間，共和政府對懷有左翼思想的軍官進行大量提拔，特別是海軍和空軍將領。這些改動繼續加強了右翼軍官以及部分將領的反感。
1932年8月10日，君主主義將領何塞·桑胡爾霍帶領一群抗議此次軍事改革的軍官，發起桑胡爾霍政變，在塞維利亞起兵造反。政變立馬就宣告失敗，而桑胡爾霍因此入獄以及撤銷官職。最初他被判處死刑，但後來被減為無期徒刑。 1934年3月，桑胡爾霍被萊羅克斯政府特赦並流放至葡萄牙的埃斯托里爾。

### 內戰期間

#### 戰爭初期的建立和改組（1936年10月）
1936年6月，共和國成立五年後，弗朗哥麾下部隊在西屬摩洛哥發起叛亂。企圖再次發起政變，雖然比1932年的叛亂更爲成功，但大約一半的領土仍然忠於共和國。佛朗哥沒有就此放棄或要求妥協，而是決定進行一場血腥的消耗戰，此舉動很快影響全國各地，最終導致了西班牙內戰的爆發。叛亂發生後，爲了自衛以及防止當地其餘的共和國部隊加入國民軍一方，西班牙內戰時期的共和國政府，也稱作勝利政府（西班牙語：Gobierno de la Victoria）控制的各個地區開始自行組建民兵。在此之前民兵就早已存在，是按照各地工會和政黨的意願組織起來的，主要爲人民陣線組建的反法西斯工農民兵軍，並且沒有有效的協調，戰前政府仍然無法真正控制各地部隊。10月16日，在人民陣線、全國勞工聯盟和勞動者總聯盟領導下的西班牙共和國政府的西班牙共和國戰爭部在馬德里公報報紙上宣佈各項軍事命令，包含建立軍隊中戰爭委員和政治委員，以及整合剩餘未加入叛軍一方的民兵部隊並將其併入正規軍，所有部隊的指揮權都將屬於時任戰爭部長弗朗西斯科·拉戈·卡巴列羅，此次軍隊的重大改變被視爲是新人民共和軍的組成過程，其軍隊民兵改組於1937年2月才完全完成。

混成旅團（西班牙共和軍）的編制

10月18日，共和軍成立混成旅團制度並逐漸取代原有的正規軍和民兵編制，混合旅的特點是結合不同兵種的較小單位，意旨爲把民兵更好地改組納入軍隊，以及將其正式化。 1936年制定的最初計劃設想一個混合旅團將由3,700名士兵和150位軍官組成， 內部組成如下：
- 旅參謀長。
- 4個步兵營。每個營由4個步兵連、1個機槍連和1個迫擊砲排組成。相比之下，原正規軍的一個師由2個旅組成，每個旅由2個團組成，每個團由3個營組成。
- 1個野戰砲兵群。它由4個中型火砲連（通常為75毫米火砲）和1個重型火砲連（通常為105毫米火砲）組成。相比之下，正規軍一個師由1個輕型火砲團和1個重型榴彈砲團組成。
- 1個騎兵中隊（在替代版本中被機械化步兵取代）。相比之下，正規軍一個師包括1個騎兵中隊，戰時擴大為1個騎兵團。
- 1個先鋒部隊（英语：Pioneer (military)）營。與相同正規軍一個師的編制相同。
- 1個機動偵察中隊。
- 1個通訊和後勤隊群。
- 其他支援分隊，包括衛生和醫療分隊。[11]

在人力方面，最初設想的混合旅介於正規軍步兵團和正規旅之間。就火力而言，它會比一個旅更強大。在1930年代後期的大多數歐洲軍隊中（與西班牙軍隊沒有將旅作為固定的師單位不同）它可以與非常強大的團相媲美。就其組成和獨立性而言，混合旅的地位近似一個師。雖然此舉成功將共和軍整編，但是壞處也顯而易見，通常情況下混合旅團約有3,000名士兵，配備1,500支步槍、約32挺機槍、兩到三門60毫米迫擊砲和六門75毫米炮，這意味著作戰部隊人數與後勤人員比例不均衡，後者人數過多且不必要。其戰鬥力在滿編時也僅為國民軍一個師的2/3
共和軍同樣開始編組國際縱隊，在11月初就已組建一支近35,000人規模的部隊。10月30日，共和國發佈動員令，徵召全國25歲至40歲男性，而年滿16歲國民即可加入統一社會主義青年組織以準軍事組織的名義參加戰鬥，其中許多成員均來自反法西斯工農民兵軍，在戰爭開始後的幾個月裏就擁有近250,000戰鬥人員。

#### 戰事的升級（1936年至1939年）
在1936年戰爭開始的幾個月內，許多甚至在衝突前線的士兵缺乏補給，他們要麼沒有收到衣物、武器或彈藥，要麼就是收到的物資品質低下，僅有食物和軍餉（軍餉發放給士兵家屬）。情況在1937年春天有所好轉。1937年2月，軍隊重組大致完成，把各地分散的民兵部隊軍事化，並建立軍事組織和紀律，如反法西斯工農民兵軍、統一社會主義青年組織以及全國勞工聯盟等。共和軍在厄波羅河戰役中達到最高組織水平，在此戰役中大量動員年僅18歲的青年。1938年9月末，國際縱隊解散。

#### 戰爭的結束（1939年）
西班牙共和軍於1939年3月底正式解散，殘餘的共和國士兵向佛朗哥軍隊繳槍投降。他們中的許多人被處刑，尤其是職業軍官以及志願者，而其餘的人則被送往西班牙國民軍集中營。許多人被關押在法國南部的集中營，例如關押過近100,000戰俘的濱海阿熱萊斯集中營。一些人設法逃離並加入盟軍，與軸心國作戰，而其中一部分人最終被送往納粹集中營。最後，還有一小群人組成西班牙游擊隊，也稱作“馬基斯”（西班牙語：Maquis）分散並躲藏在西班牙的各處山區，如托萊多山脈、加利西亞山區、比利牛斯山脈和伊比利亞山脈。他們一直持續著游擊戰的戰術與弗朗哥政府對抗直至1960年代。

## 組織結構

西班牙人民軍第四十四師軍旗

紅色五角星，為人民軍的一大標誌

軍隊的組織以混合旅為基礎，每個集團軍由若干軍組成，每個軍由兩到三個師組成，每個師由兩至三個混合旅組成，每個旅由四個營組成，每個營由若干連組成，雖然最初設想中的每個旅將由3700人組成，但是實際人數不常超過3000人。整場戰爭中，共和軍一共計劃組織了246個混合旅，其中第241、第243旅、第244旅和第246旅僅存在於紙面上。

### 1937年3月的結構
1937年3月左右，共和軍大致分爲以下集團軍：
- 中央集團軍：爲當時紀律、裝備最好、準備最充分的軍，擁有主要裝備和增援。共和國最好的部隊都被整編至這支軍隊中。主要駐守於馬德里以及首都附近重要省份，控制地區大約為新卡斯蒂利亞 [18]
- 南方集團軍：位於安達盧西亞和埃斯特雷馬杜蘭前線，它的組織、指揮以及裝備品質方面存在重大缺陷。 在慘烈的馬拉加戰役後，此軍隊退至二線，在1937年秋天即被分為安達魯西亞軍和艾斯特雷馬杜拉軍。人數約為60,000人。[19]
- 萊萬特集團軍：最初部署在特魯埃爾前線，後來部署在萊萬特前線。在特魯埃爾戰役和萊萬特戰役中發揮了重要作用。[20]
- 東方集團軍：在阿拉貢前線作戰，對西班牙共和政府沒有特別的忠誠。人數約為80,000，主要爲左翼民兵組成，缺乏協調。[21]
- 北方集團軍：位於西班牙北部被孤立的領土，主要由巴斯克地區臨時政府（西班牙语：Gobierno Provisional del País Vasco）所組建的巴斯克軍（西班牙语：Euzko Gudarostea）組成，組織鬆散，並內部常有衝突。人數介於45,000－75,000。

### 1938年4月的結構
1938年4月，共和軍控制的領土被國民軍一分為二，一半為加泰羅尼亞以及阿拉貢，另一半是其餘領土，為此將處於兩地的軍分為兩個大集團軍群：
中央地區集團軍群：
| 集團軍下屬軍                                    | 軍下屬師                           | 部署前線                                |
| 中央集團軍（Ejército del Centro）               |                                    |                                         |
| 西班牙人民軍第一軍                              | 第一師、第二師和第六十九師         | 瓜達拉馬山脈                            |
| 西班牙人民軍第二軍                              | 第四師、第七師和第六十五師         | 拉斯羅薩斯-德馬德里至烏塞拉至卡拉萬切爾 |
| 西班牙人民軍第三軍                              | 第九師、第十五師和第十八師         | 哈拉馬河流域至阿蘭胡埃斯                |
| 西班牙人民軍第四軍                              | 第十二師、第十七師和第三十三師     | 瓜達拉哈拉省至烏尼韋爾薩萊斯山脈        |
| 西班牙人民軍第六軍                              | 第五師、第十師和第八師             | 太加斯河至哈拉馬河                      |
| 西班牙人民軍第十四軍                            | -                                  | 後衛部隊                                |
| 埃斯特雷馬杜拉集團軍（Ejército de Extramadura） |                                    |                                         |
| 西班牙人民軍第七軍                              | 第三十六師和第三十七師             | 阿爾哥特河至素哈爾河                    |
| 西班牙人民軍第八軍                              | 第五十一師、第三十八師和第六十三師 | 素哈爾河至瓜達爾梅利亞托河              |
| 安達盧西亞集團軍（Ejército de Andalucía）       |                                    |                                         |
| 西班牙人民軍第九軍                              | 第二十師、第二十一師和第五十四師   | 科爾多瓦省至哈恩省                      |
| 西班牙人民軍第二十三軍                          | 第二十三師和第七十一師             | 格拉納達省至阿爾梅里亞省                |
| 萊萬特集團軍（Ejército de Levante）             |                                    |                                         |
| 西班牙人民軍第十三軍                            | 第二十八師和第六十五師             | 烏尼韋爾薩萊斯山脈至阿爾瓦拉辛山脈      |
| 西班牙人民軍第十九軍                            | 第六十四師和第六十六師             | 特魯埃爾                                |
| 馬尼歐博拉集團軍（Ejército de Maniobra）        |                                    |                                         |
| 西班牙人民軍第二十一軍                          | 第六十八師、第五十二師和第六師     | 萊萬特地區                              |
| 西班牙人民軍第二十二軍                          | 第七十師、第四十一師和第四十七師   | 萊萬特地區                              |
| 中央地區後備集團軍（Reservas del GERC）         |                                    |                                         |
| 西班牙人民軍第十六軍                            | 第三十九師和第四十八師             | 後備軍                                  |
| 西班牙人民軍第十七軍                            | 第十九師、第四十師和第二十五師     | 後備軍                                  |
| 西班牙人民軍第二十軍                            | 第四十九師、第五十三師和C師        | 後備軍                                  |

東方地區集團軍群：
| 集團軍下屬軍                                       | 軍下屬師                           | 部署前線           |
| 東方軍（Ejército del Este）                        |                                    |                    |
| 西班牙人民軍第十軍                                 | 第三十師、第三十一師, 第三十四師   | 巴拉格爾至塞格雷河 |
| 西班牙人民軍第十一軍                               | 第二十六師、第三十二師和第五十五師 | 諾格拉帕利亞雷薩河 |
| 西班牙人民軍第十八軍                               | 第二十七師、第六十師和第七十二師   | 後備軍             |
| 埃布羅軍（Ejército del Ebro）                      |                                    |                    |
| 西班牙人民軍第五軍                                 | 第十一師、第四十六師、第四十五師   | 厄波羅河           |
| 西班牙人民軍第十二軍                               | 第十六師、第四十四師和第五十六師   | 後備軍             |
| 西班牙人民軍第十五軍                               | 第三師, 第三十五師, 第四十二師     | 厄波羅河           |
| 東方地區後備集團軍（Reserva estratégica del GERO） |                                    |                    |
| 西班牙人民軍第二十四軍                             | 第四十三師和第六十二師             | 後備軍             |

## 軍階

### 軍官
| 西班牙 （1936-1939） |      |      |      |      |      |      |
| 將軍                 | 上校 | 中校 | 少校 | 上尉 | 中尉 | 少尉 |

### 士官與士兵
| 西班牙 （1936-1939） |      |      |      |
| 上士                 | 中士 | 下士 | 士兵 |

### 政治委員
| 西班牙 （1936-1939）        |                                                     |                                 |                                  |                                   |                                   |                                               |
| 總政委（Comisario General） | 副政委及總書記（Subcomisario y Secretario General） | 監察政委（Comisario Inspector） | 旅級政委（Comisario de Brigada） | 營級政委（Comisario de Batallón） | 連級政委（Comisario de Compañía） | 連級政治代表（Delegado Político de Compañía） |

## 註解
1. ↑   1930年代中期，大部分軍隊編制呈三層結構，步兵師由3個團組成，一個團由3個營組成，一個營由3個連組成。而西班牙軍隊則是一個旅由四個營組成，呈兩層結構

## 外部連結
- 维基共享资源上的相關多媒體資源：西班牙共和军